# Campiglossa umbrata
Campiglossa umbrata är en tvåvingeart som först beskrevs av Cresson 1907.  Campiglossa umbrata ingår i släktet Campiglossa och familjen borrflugor. Inga underarter finns listade.